# Sankarani (fiume)
Il Sankarani è un fiume dell'Africa, tributario del Niger. Esso nasce nella regione orientale della Guinea e procede verso nord. In un primo tratto del suo corso coincide con il confine tra Guinea e Costa d'Avorio, mentre in un secondo tratto coincide con il confine tra Guinea e Mali. Confluisce nel Niger nei pressi della cittadina di Kangaba (Mali).